# ハタール通り駅
座標: 北緯47度27分53秒 東経19度7分35秒 / 北緯47.46472度 東経19.12639度
ハタール通り駅（ハタールどおりえき、洪：Határ út）とは、ハンガリー共和国ブダペスト市に位置するブダペスト地下鉄3号線の駅である。駅名の意味は「端の通り」であり、その由来はこの地がブダペストと外部との境界であった事である。

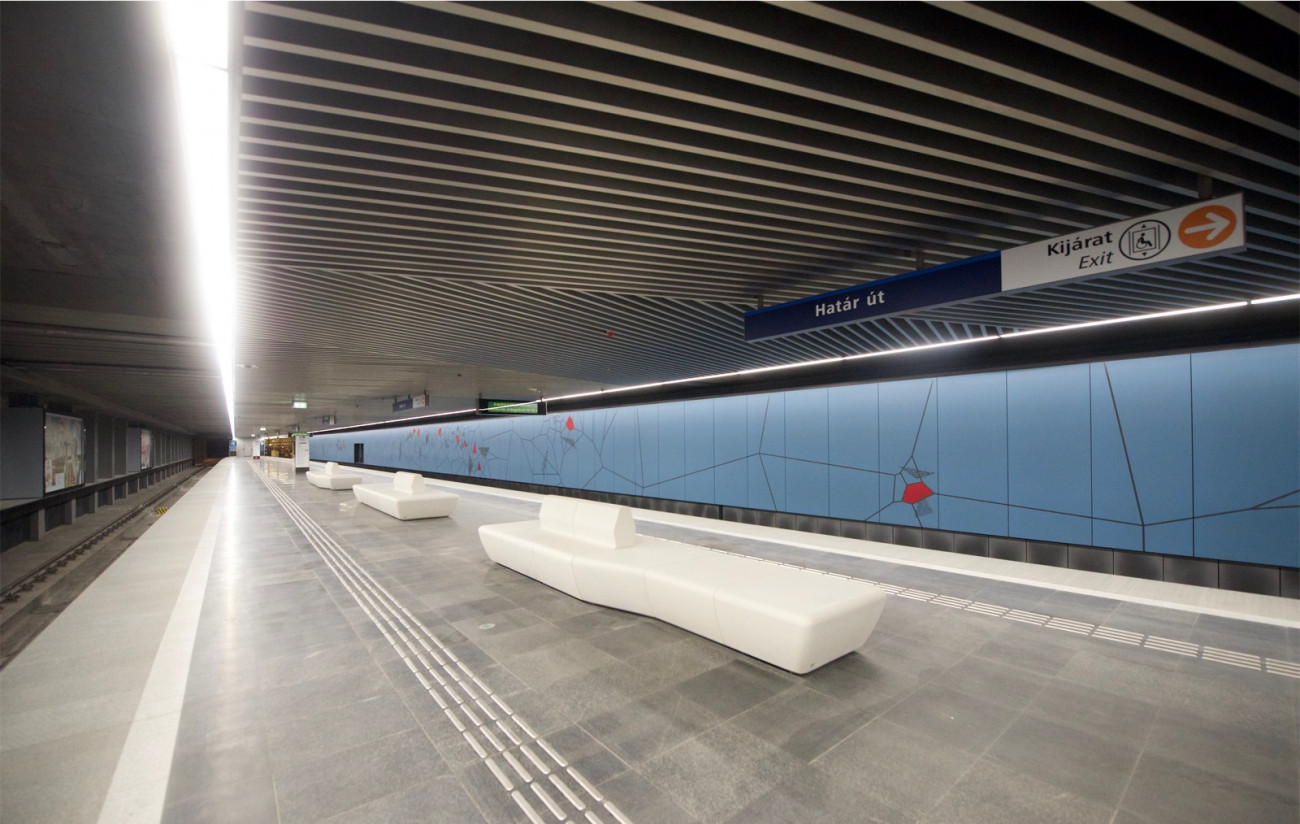
ハタール通り駅

## 駅構造
- 島式ホーム1面2線を有す地下駅。
- 地下4.86m地点に存在する。

## 駅周辺
バスターミナルやトラムの他、ショッピングセンターがある。

## 歴史
- 1980年3月29日 - 開業。

## 隣の駅
ブダペスト地下鉄
■3号線
ポチョス通り駅 - ハタール通り駅 - ケーバーニャ・キシュペシュト駅